# Mehdi Kamrani
Mehdi Kamrani (in persiano مهدی کامرانی‎; Rey, 1º giugno 1982) è un cestista iraniano.

## Carriera
Con l'Iran ha disputato i Giochi olimpici di Pechino 2008 e due edizioni dei Campionati mondiali (2010, 2014).